# Rorschach (comics)
Pour les articles homonymes, voir Rorschach.
Rorschach est un personnage de fiction et antihéros de la série de comic book Watchmen. Créé par Alan Moore et Dave Gibbons, il apparaît pour la première fois dans Watchmen #1 en 1986.

## Biographie du personnage
Fils non désiré d'une prostituée, Walter Joseph Kovacs est un personnage traumatisé par son passé d'enfant maltraité. Particulièrement agressif et fort peu aimé de sa mère, Sylvia Kovacs, il est transféré dans une école spéciale, le Foyer Lillian Charlton, où il est un élève modèle mais perturbé. À sa sortie de l'école, apprenant le meurtre de sa mère, il se contente de répondre « Bien ».

Septième planche du test de Rorschach.

Alors qu'il travaille dans une usine de couture, Walter récupère une robe renvoyée par une cliente à qui elle ne plaisait pas, faite d'un tissu composé d'un fluide entre deux parois de latex, dont les motifs continuellement changeants ressemblent à ceux du test de Rorschach. Des années plus tard, le meurtre atroce de Kitty Genovese (la femme qui avait refusé la robe) le pousse à s'en faire un masque, pris de honte pour l'humanité et son visage. Ce masque devient son nouveau visage, un reflet qu'il peut supporter dans la glace. Sa rage se tourne contre le mal et la corruption.
Lors d'une enquête sur l'enlèvement d'une fillette, dont il découvre qu'elle a été tuée et donnée à manger aux chiens du ravisseur, il massacre les chiens au hachoir et fait brûler vif le ravisseur avec sa maison. À partir de ce moment, l'homme qui se déguisait en Rorschach bascule dans son personnage. Il se métamorphose dans le nihilisme et la folie, convaincu de la vanité de l'existence. Dès lors, il exerce une « justice » violente et expéditive, ne voyant que la corruption dans les bas-fonds de la ville. Il refuse de s'arrêter lorsqu'une loi (l'arrêt Keene de 1977) interdit l'action des justiciers, ce qui fait de lui un paria recherché par les autorités.
Huit ans plus tard, à la mort d'Eddie Blake, dit « Le Comédien », il est toujours recherché par la police et reste le dernier justicier actif. Certain qu'un « tueur de masques » sévit et qu'il va tous les éliminer un par un, il enquête auprès de tous ses anciens associés, ainsi qu'auprès de ses ennemis.
Ayant découvert, avec l'aide du Hibou, du Spectre soyeux et du Dr Manhattan, qu'Adrian Veidt, alias Ozymandias, un ancien membre des Watchmen, est l'instigateur de ce complot, il choisit de mettre en danger la nouvelle paix mondiale en révélant l'identité du « Maître du jeu ». Cependant, le Dr Manhattan voyant les conséquences probables, lui enjoint de garder le silence, faute de quoi il devra l'éliminer. Rorschach, refusant cette utopie basée sur le mensonge, choisit la seconde option et meurt désintégré par le Dr Manhattan. La fin de la BD (ainsi que celle du film) nous laisse supposer que son journal est publié dans les journaux, dévoilant ainsi la vérité aux gens.

## Autour du personnage
- Rorschach est inspiré de The Question, un personnage créé par Steve Ditko qui appartenait à Charlton Comics avant d'être vendu à DC Comics. Ditko s'était inspiré de la philosophie de Ayn Rand qui privilégiait l'initiative personnelle des héros au profit de l'action collective. C'est pourquoi Alan Moore fait de Rorschach un anti-héros où la figure libertarienne de The Question est poussée à l'extrême en faisant de Rorschach une figure de vigilante qui se fait justice lui-même. Étant ainsi à l'opposé des idées politiques d'Alan Moore, celui-ci méprise les fans de son personnage[2].

- Le personnage est interprété par Jackie Earle Haley dans l'adaptation cinématographique Watchmen : Les Gardiens.
- Rorschach est décrit par le psychiatre qui le suit (en vérité, celui-ci ne s'intéresse à lui que pour sa célébrité, et espère en avoir en retour) comme étant d'une « laideur fascinante ».
- Rorschach a des problèmes d'hygiène. À plusieurs reprises, il lui est reproché de sentir mauvais.
- Il semblerait que certains de ses troubles mentaux s'apparenteraient à du dédoublement de personnalité, expliquant pourquoi il considère que Walter et Rorschach ne sont que deux personnalités qui partagent le même corps.

## Avant Watchmen
Une enquête du justicier est narrée dans le recueil qui lui est consacré ; on le voit aussi dans l'histoire du Hibou.